# Jupiaba
Jupiaba ist eine Gattung von Süßwasserfischen aus der Ordnung der Salmlerartigen (Characiformes). Die meisten Arten der Gattung leben im nördlichen ostandinen Südamerika, Jupiaba acanthogaster kommt im Stromgebiet des Río Paraguay, Jupiaba polylepis im nordostbrasilianischen Rio Parnaíba vor.

## Merkmale
Jupiaba-Arten sind hochrückig, seitlich abgeflacht und werden 4 bis 12 cm lang. Sie sind eher schlicht gefärbt und zeigen oft einen schwarzen Fleck hinter den Kiemendeckeln und auf dem Schwanzstiel. Diagnostisches Merkmal der Gattung sind langgestreckte, stachlige Beckenknochen, die bei einigen Arten im vorderen Bauchbereich durch die Haut nach außen treten.

## Systematik
Die Gattung Jupiaba wurde 1997 durch die brasilianische Ichthyologin Angela M. Zanata eingeführt. Vorher gehörten die bis dahin beschriebenen Arten zu Astyanax oder Deuterodon. Im September 2024 wurde die Gattung in eine monotypische Unterfamilie innerhalb der Familie Acestrorhamphidae gestellt.

## Arten

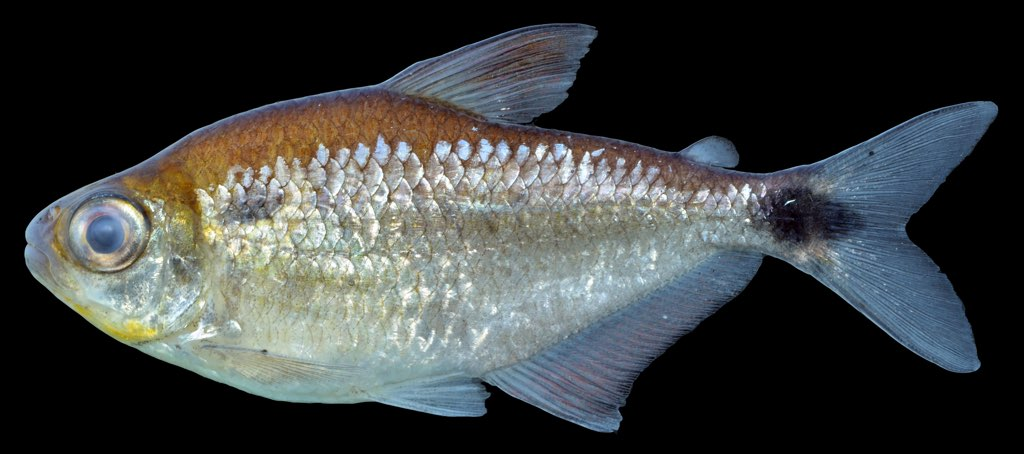
Jupiaba abramoides

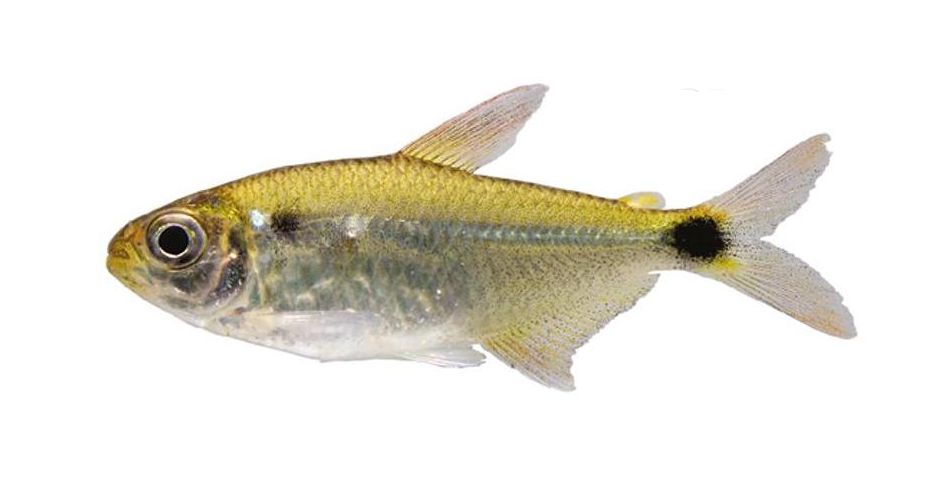
Jupiaba acanthogaster

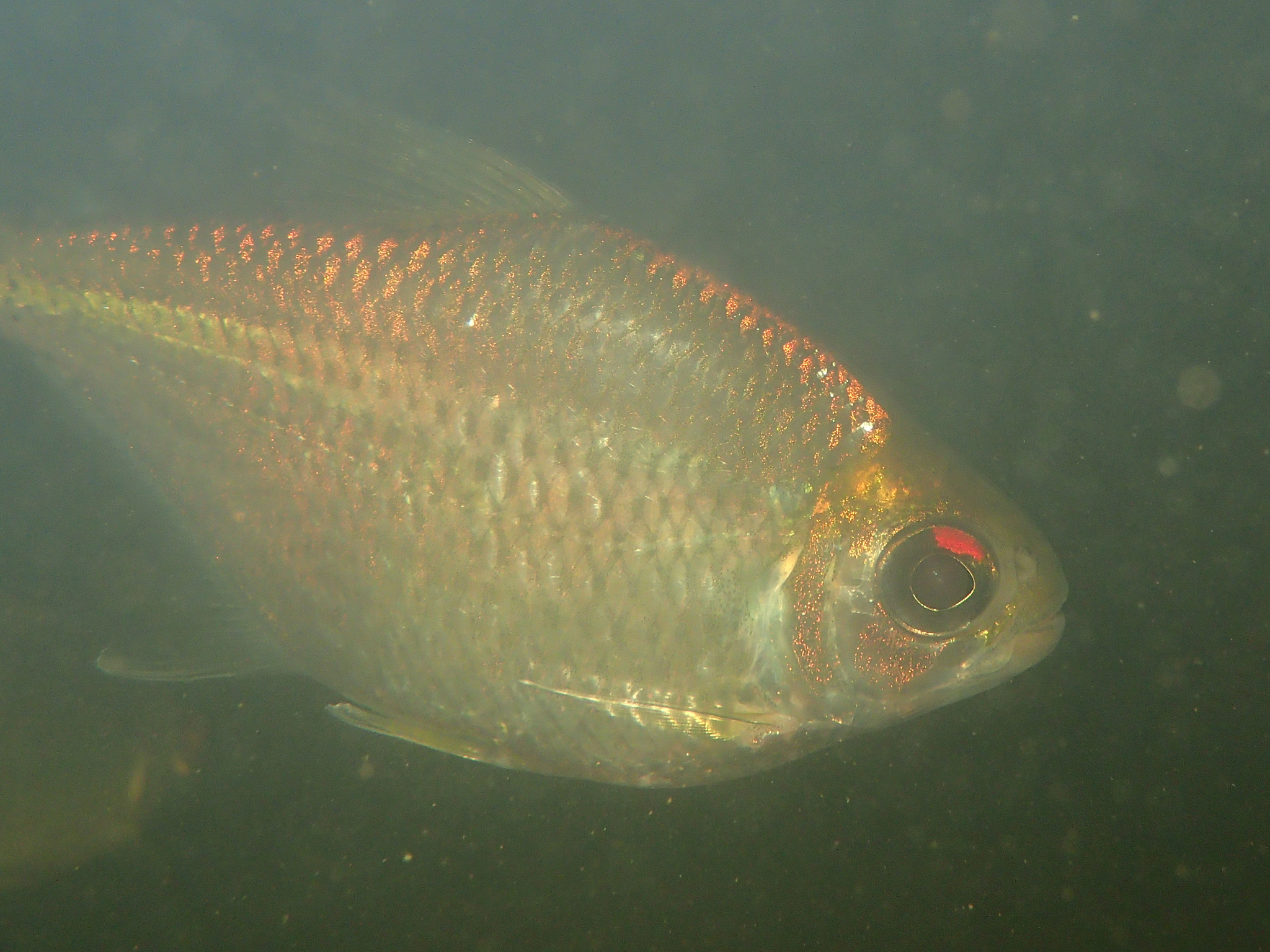
Jupiaba meunieri

- Jupiaba abramoides (C. H. Eigenmann, 1909)
- Jupiaba acanthogaster (C. H. Eigenmann, 1911)
- Jupiaba ajuricaba (Marinho & Lima, 2009)[3]
- Jupiaba anteroides (Géry, 1965)
- Jupiaba anterior (Eigenmann, 1908)[3]
- Jupiaba apenima Zanata, 1997
- Jupiaba asymmetrica (C. H. Eigenmann, 1908)
- Jupiaba atypindi Zanata, 1997
- Jupiaba citrina Zanata & Ohara, 2009
- Jupiaba elassonaktis Pereira & Lucinda, 2007
- Jupiaba essequibensis (C. H. Eigenmann, 1909)
- Jupiaba iasy Netto-Ferreira, Zanata, Birindelli & Sousa, 2009
- Jupiaba keithi (Géry, Planquette & Le Bail, 1996)
- Jupiaba kurua Birindelli, Zanata, Sousa & Netto-Ferreira, 2009
- Jupiaba maroniensis (Géry, Planquette & Le Bail, 1996)
- Jupiaba meunieri (Géry, Planquette & Le Bail, 1996)
- Jupiaba minor (Travassos, 1964)
- Jupiaba mucronata (C. H. Eigenmann, 1909)
- Jupiaba ocellata (Géry, Planquette & Le Bail, 1996)
- Jupiaba paranatinga Netto-Ferreira, Zanata, Birindelli & Sousa, 2009
- Jupiaba pinnata (C. H. Eigenmann, 1909)
- Jupiaba pirana Zanata, 1997
- Jupiaba poekotero Zanata & Lima, 2005
- Jupiaba polylepis (Günther, 1864)
- Jupiaba poranga Zanata, 1997, Typusart
- Jupiaba potaroensis (C. H. Eigenmann, 1909)
- Jupiaba scologaster (Weitzman & Vari, 1986)
- Jupiaba yarina Zanata, 1997

Die Gattung ist allerdings nicht monophyletisch. Die Arten Jupiaba asymmetrica, J. apenima, J. iasy, J. keithi, J. ocellata, J. pirana, J. polylepis und J. zonata bilden eine Klade mit Hyphessobrycon moniliger und gehören zur Unterfamilie Hyphessobryconinae. Jupiaba acanthogaster und J. scologaster bilden zusammen mit Hemigrammus ora eine bisher unbeschriebene Unterfamilie.